# Mackinac Island
Mackinac Island [ˈmækɪˌnɔː] ist eine Insel im Huronsee östlich der Mackinacstraße (Mackinac County, Michigan). Ihre Fläche beträgt 9,779 km². Die Insel liegt am östlichen Ende der Mackinacstraße, zwischen der Oberen (Upper) und der Unteren Halbinsel (Lower Peninsula) von Michigan.
Die Insel war von Odawa-Indianern besiedelt. Im 17. Jahrhundert kamen europäische Entdecker auf die Insel. Bald nahm Mackinac Island eine strategisch wichtige Lage ein als Handelszentrum für den Pelzhandel im Gebiet um die Großen Seen. Die Briten bauten auf der Insel während des amerikanischen Unabhängigkeitskrieges das Fort Mackinac, an dem sich während des Krieges von 1812 zwei Schlachten ereigneten.
1875 entstand hier der zweite Nationalpark der Vereinigten Staaten, der Mackinac National Park. 1895 wurde er in den Mackinac Island State Park umgewandelt.
Im ausgehenden 19. Jahrhundert wurde Mackinac Island eine beliebte Touristenattraktion und Sommerfrische. Es entstanden zahlreiche Hotels (z. B. das Grand Hotel) und Villen im viktorianischen Stil, die bis heute erhalten sind und genutzt werden. Seit 1960 steht die Insel als Historic District auf der Liste der National Historic Landmarks. Bis heute ist sie autofrei.

## Geschichte

### Frühzeit
Archäologen haben auf Mackinac Island prähistorische Siedlungen von Fischern gefunden. Angelhaken, Keramikgefäße und andere Alltagsgegenstände zeugen von Besiedelungen bereits um das Jahr 900 nach Christus, also mehr als 700 Jahre bevor die ersten Europäer in die Gegend kamen. Für die ältesten bekanntesten Bewohner, die Anishinaabe, war die Insel ein heiliger Ort, denn sie betrachteten sie als die Heimstätte von Gitche Manitou („Großer Geist“). Der Legende nach wurde Mackinac Island von Michabou erschaffen und war das erste Land, das nach dem Rückgang der großen Flut aus dem Wasser auftauchte. Die Insel war ein Versammlungsort, an dem die örtlichen Stämme Gitche Manitou Opfer brachten. Außerdem wurden hier die Häuptlinge begraben.

### 17. Jahrhundert: Europäische Entdeckung
Als wahrscheinlich erster Europäer betrat der Franko-Kanadier Jean Nicolet während seiner Erkundungsreisen 1634 Mackinac Island. 1670 gründete der Jesuitenpfarrer Claude Dablon eine Missionsstätte für die Indianer auf Mackinac Island und verbrachte den Winter 1670/71 auf der Insel. Sein Nachfolger, der Missionar und Entdecker Jacques Marquette, verlegte die Mission nach seiner Ankunft im Herbst 1671 nach St. Ignace. Mit der Mission als Anlaufstelle wurde die Siedlung an der Mackinacstraße bald ein wichtiger französischer Handelsposten und spielte eine wichtige Rolle im französischen Pelzhandel.
Nicht nur für die ersten Europäer war Mackinac Island ein zentraler Knotenpunkt für Reisen in der Region der oberen Großen Seen, sondern auch für die Indianer. Die Stämme, die auf Mackinac Island ansässig gewesen waren, waren von den Irokesen vertrieben worden, so dass die Insel bis 1670 praktisch unbewohnt und verlassen war. Lediglich der Stamm der Huron (vom Oberen See) hatte sich auf der Flucht vor den Sioux-Indianern an die Nordküste von Mackinac Island zurückgezogen. Jacques-René de Brisay de Denonville, Marquis de Denonville, schrieb in seinen Memoiren von 1688, dass die Region seit 1648 von Franzosen bewohnt gewesen sei. Zwischen 1679 und 1683 war eine kleine französische Garnison stationiert.

### 18. Jahrhundert: Französische, britische und amerikanische Herrschaft
Seit 1715 hatten die Franzosen die Straits of Mackinac durch das Fort Michilimackinac nahe dem heutigen Mackinaw City kontrolliert. Nach dem Ende des französischen Kolonialreichs durch den Franzosen- und Indianerkrieg (Siebenjähriger Krieg) und den anschließenden Frieden von Paris übernahmen britische Truppen das Fort. Da die britischen Militärs seine Lage für zu exponiert und schlecht zu verteidigen hielten, bauten sie während des Amerikanischen Unabhängigkeitskriegs 1780–1781 ein neues, steinernes Fort auf den Felsen von Mackinac Island.
Am 3. September 1783 wurde der Amerikanische Unabhängigkeitskrieg mit dem Frieden von Paris beendet. Im Vertrag von Paris wurde die Grenze zwischen den 13 neuen „Vereinigten Staaten von Amerika“ und Britisch-Nordamerika (dem heutigen Kanada) festgelegt. In diesem Zuge fiel die gesamte Region um die Mackinacstraße offiziell an die USA. Die britischen Streitkräfte verließen die Region der Großen Seen erst nach dem Abschluss des Jay-Vertrags von 1794, der die Souveränität der USA über das Nordwestterritorium festschrieb. Aus dem Nordwestterritorium gingen später die US-Bundesstaaten Ohio, Indiana, Illinois, Michigan (in dessen Norden Mackinac Island liegt) und Wisconsin sowie Teile von Minnesota hervor.

### 19. Jahrhundert: Vom Bürgerkrieg zur Urlaubsinsel
Im Britisch-Amerikanischen Krieg 1812 nahmen die Briten das Fort auf Mackinac Island ein, noch bevor die Amerikaner davon Kenntnis genommen hatten, dass Krieg erklärt worden war. Die siegreichen Briten versuchten, ihre Eroberung abzusichern, indem sie oberhalb von Fort Mackinac ein weiteres Fort bauten (Fort George). 1814 kam es dann auf der Nordseite der Insel zu einer erneuten Schlacht zwischen amerikanischen und britischen Truppen. In dieser Schlacht gelang es den Amerikanern nicht, die Insel zurückzuerobern.
Der Vertrag von Gent (1815) zwang die Briten, Mackinac Island und das umliegende Festland an die Vereinigten Staaten abzutreten. Die US-Truppen kehrten nach Fort Mackinac zurück, und Fort George wurde in Fort Holmes umbenannt, nach dem amerikanischen Major Andrew Holmes, der in der letzten Schlacht auf Mackinac Island gefallen war. Fort Mackinac blieb bis 1895 unter der Kontrolle der US-Regierung. Während des Amerikanischen Bürgerkrieges von 1861 bis 1865 war das Fort von einer Freiwilligenarmee besetzt. Außerdem diente es als Gefängnis.
Nach dem Ende des Amerikanischen Bürgerkrieges wurde aus Mackinac Island wieder ein Handelsposten. Der Pelzhändler John Jacob Astor ließ sich auf der Insel nieder und exportierte 30 Jahre lang Biberpelze. Mitte des 19. Jahrhunderts löste die kommerzielle Fischerei den Pelzhandel als wichtigste Industrie ab. Gefangen wurden überwiegend Felchen (Whitefish) und See-Forellen. In den 1880er Jahren wurde die Sport-Fischerei zunehmend populär. Auf Mackinac Island entstanden die ersten Hotels und Restaurants für Touristen, die mit der Eisenbahn oder der Fähre von Detroit anreisten.
Schon seit dem Ende des Amerikanischen Bürgerkrieges entwickelte sich die Insel als Touristendestination für die Bewohner der Städte entlang der Großen Seen. Große Teile der staatlichen Ländereien auf Mackinac Island wurden 1875 zum zweiten Nationalpark der USA erklärt, den Mackinac National Park. Drei Jahre zuvor war der Yellowstone National Park zum ersten Nationalpark der USA erklärt worden.
Um dem Touristenansturm Herr zu werden, bauten die Eisenbahn- und Fährschiffgesellschaften Hotels auf Mackinac Island. 1887 eröffnete mit dem Grand Hotel das bis heute größte Hotel der Insel. Immer mehr Inselbewohner eröffneten Souvenirshops. Wohlhabende Geschäftsleute ließen sich an den Steilküsten Villen im viktorianischen Stil als Sommer-Residenzen errichten („summer cottages“). Es entstand ein gesellschaftliches Leben mit Tanzveranstaltungen, Tennis- und Golfplätzen sowie Wander- und Radwegen.
1895 ging die Insel von der US-Regierung in den Besitz des Bundesstaates Michigan über. Damit wurde Mackinac Island der erste State Park Michigans. Seitdem kontrolliert die Mackinac Island State Park Commission private Entwicklungsprojekte und den Erhalt der inseltypischen, viktorianischen Architektur.
Nachdem die ersten Besucher ihre Autos mit auf die Insel brachten, beschwerten sich die Anwohner über den Lärm, die Abgase und dass Autos die Pferde der örtlichen Kutscher aufscheuchten. 1898 trat ein Autoverbot in Kraft, das bis heute gültig ist. Seltene Ausnahmen sind Krankenwagen, Baufahrzeuge und Schneemobile.

### 20. und 21. Jahrhundert: Autofreier Sommertourismus
Bis heute lebt Mackinac Island hauptsächlich vom Tourismus in den Sommermonaten. Während des Ersten Weltkriegs, nach der Depression von 1929 sowie im Zweiten Weltkrieg hatte der Tourismus jedoch mit enormen Rückgängen zu kämpfen und viele Geschäfte gaben auf.
1960 wurde Mackinac Island in die Liste der „National Historic Landmarks“ aufgenommen. Seit 1989 steht auch das Grand Hotel auf dieser Liste.
Seit den 1950er und 1960er Jahren steigen die Touristenzahlen wieder an. Im Jahr 2000 zählte Mackinac Island 835.000 Besucher.

## Tourismus
Mackinac Island ist ein beliebtes Tages- und Mehrtages-Reiseziel von Urlaubern, insbesondere zwischen Mai und September (Memorial Day bis Labor Day). Auch finden viele Meetings und Konferenzen auf der Insel statt.

### Verkehr
Mackinac Island wird per Fähre angefahren von Mackinaw City (Lower Peninsula) und St. Ignace (Upper Peninsula). Von April bis Oktober verkehren Schiffe der beiden Fährunternehmen Shepler’s Ferry und Star Line Ferry täglich bis zu drei Dutzend Mal je Richtung. Das dritte Fährunternehmen Arnold Transit Company stellte Ende 2016 nach 138 Jahren den Betrieb ein. Die Gesellschaft war vom Mitbewerber Star Line Ferry aufgekauft worden. Außerhalb der Hauptsaison verkehren die Fähren höchstens 5 Mal täglich, wenn der Wasserweg eisfrei ist.
Auf dem Inselflugplatz können Kleinflugzeuge landen. Great Lakes Air führt Charterflüge von Pellston (bei Mackinaw City). St. Ignace und Traverse City nach Mackinac Island durch.

### Jährliche Veranstaltungen
Seit 1949 findet jedes Jahr zur Blütezeit im Mai/Juni das zehntägige Flieder-Fest statt. Es wird unter anderem eine Flieder-Königin gewählt und eine Pferdekutschen-Parade durchgeführt. Im viktorianischen Zeitalter begannen die Bewohner von Mackinac Island, Flieder anzupflanzen. Heute sind viele Wege und Gärten von Fliederbüschen gesäumt.
Außerdem ist Mackinac Island Zielpunkt zweier Segelregatten, dem „Bayview Mackinac Boat Race“
und dem „Chicago Yacht Club Race to Mackinac“. Beide Regatten finden jedes Jahr im Juli statt, um eine Woche versetzt. Beide Regatten werden seit den 1920er Jahren durchgeführt und gehören zu den längsten Binnensee-Regatten der Welt. An den Rennen nehmen über 500 Boote mit 3500 Seglern teil.

## Sehenswürdigkeiten
Neun Sehenswürdigkeiten auf Mackinac Island stehen im National Register of Historic Places (in alphabetischer Reihenfolge):
- Fort Mackinac

Das Fort wurde 1780 gebaut und 1895 geschlossen. In den 1930er Jahren wurde das Fort restauriert und in den Zustand des ausgehenden 19. Jahrhunderts zurückversetzt.
- Grand Hotel

Das Hotel im viktorianischen Stil wurde 1887 eröffnet.
- Indian Dormitory

Nach der Unterzeichnung des Vertrags von Washington (1836) wurde das Gebäude als Schule und Unterkunft für Ureinwohner gebaut, die auf die Insel kamen, um ihre jährliche Zuteilung zu empfangen. Das Gebäude wurde 1966 restauriert und in ein Museum umgewandelt. 2003 wurde das Museum geschlossen. 2010 wurde es als Richard and Jane Manoogian Mackinac Art Museum wiedereröffnet und stellt lokale Kunst von der Prähistorie bis zur Gegenwart aus.
- Lawrence Andrew Young Cottage
- Matthew Geary House

Das Matthew Geary-Haus wurde 1846 gebaut und 1971 in das National Register of Historic Places aufgenommen. Es kann heute als Ferienhaus gemietet werden.
- Mission Church

Die Missionskirche von 1829 ist das älteste noch existierende Kirchengebäude in Michigan. Nach Restaurierungsarbeiten ist die Kirche im Originalzustand der 1830er Jahre zu sehen.
- Robert Stuart House
- Round Island Lighthouse

Der Leuchtturm befindet sich südlich von Mackinac Island auf der kleinen, unbewohnten Insel namens Round Island. Der Leuchtturm wurde 1894 gebaut und 1924 automatisiert. Seit den 1970er Jahren wird der Leuchtturm kontinuierlich renoviert.
- Round Island Passage Light

### Film-Locations
Der Swimming-Pool des Grand Hotel wurde nach der Schauspielerin und Wettkampfschwimmerin Esther Williams benannt. Sie spielte die Hauptrolle im Film „This Time for Keeps“ (1947), für den viele Szenen auf Mackinac Island gedreht wurden.
Der Film „Ein tödlicher Traum“ (Somewhere in Time, 1980) wurde zum Großteil in Mission Point im Südosten von Mackinac Island gedreht. Im Film sind zahlreiche Sehenswürdigkeiten zu sehen, darunter das Grand Hotel und das Round Island Lighthouse.
Außerdem war Mackinac Island in zwei Episoden der Fernsehserie „Dirty Jobs“ zu sehen (Discovery Channel, 2005–2012). In einer Folge im Jahr 2007 arbeitete Moderator Mike Rowe als Wartungsarbeiter auf der Mackinac Bridge, in einer weiteren in 2009 als Müllmann und Pferdemist-Einsammler auf Mackinac Island.